# 雍川镇
雍川镇，是中华人民共和国陕西省宝鸡市岐山县下辖的一个乡镇级行政单位。

## 行政区划
雍川镇下辖以下地区：
麦禾营村、杨柳村、板塌村、独殿头村、禾茂村、南营村、韩家村、袁家村、王家村、马江村、脱家塬村、宣旗营村、解刀村、何家村、楼底村、小营村和三县寺村。